# Petar Rakićević
Petar Rakićević (serbe : Петар Ракићевић), né le 4 juin 1995, à Prokuplje, en République fédérale de Yougoslavie, est un joueur serbe de basket-ball. Il évolue aux postes d'arrière et d'ailier. 

## Palmarès
- Champion de Serbie 2017
- Coupe de Serbie 2017
- Ligue adriatique 2017
- Champion d'Europe des 20 ans et moins 2015